# Penisola di Krasnovodsk
La penisola di Krasnovodsk (in russo Krasnovodskiy poluostrov, Красноводский полуостров) è una vasta penisola situata nel Turkmenistan occidentale.

## Geografia
È delimitata dal mar Caspio ad ovest, dal Garabogazköl a nord e dal golfo di Türkmenbaşy (già baia di Krasnovodsk) a sud.
L'ambiente della penisola varia dal desertico al semidesertico: in essa si trovano due deserti, il Chilmamedkum ad est e l'Oktukum ad ovest. La penisola di Krasnovodsk è caratterizzata da un clima continentale arido e riceve 100 mm di precipitazioni annuali. La penisola è occupata quasi interamente dall'altopiano di Krasnovodsk. Sul versante della penisola rivolto verso sud sorge la città di Türkmenbaşy, sulle sponde della baia omonima. Dal punto di vista amministrativo la penisola appartiene alla provincia di Balkan.